# 別問我的名字
別問我的名字是一首著名的朝鮮歌曲，由黄新永作词，李正戌作曲，大意講及一名卓有成就的女性接受采訪時避談自己的名字，稱這要歸功於國家，旨在頌揚集體主義精神。
歌曲自1990年代誕生以來有過多個版本，包括普天堡電子樂團的李京淑版本、王在山輕音樂團都曾演繹過該曲。2012年，朝鮮領導人金正恩妻子李雪主演繹的版本在網路上走紅。